# Папантониу, Димитрис
Димитрис Папантониу (греч. Δημήτρης Παπαντωνίου) — греческий шахматист и юрист.
Один из сильнейших шахматистов Греции 1930-х гг. Победитель первого неофициального чемпионата Греции (1934 г.; турнир считается неофициальным, поскольку был проведен до образования Греческой шахматной федерации).
В послевоенные годы приобрел известность на должности прокурора уголовного судопроизводства в Салониках. В 1963 г. вместе с Х. Сардзетакисом (будущим президентом Греции, в то время — следователем) инициировал обстоятельное расследование дела об убийстве Г. Ламбракиса. Расследование велось вопреки давлению генерального прокурора Верховного суда Греции К. Колиаса. Позже был отстранен от дела. В 1968 г. вместе с другими высокопоставленными работниками судебной системы (всего 29 человек) был уволен с государственной службы по специальному распоряжению Режима черных полковников.
Был женат, воспитывал дочь.